# American Institute of Graphic Arts
Het American Institute of Graphic Arts (AIGA) (Amerikaans Instituut voor Grafische Kunsten) is een Amerikaanse beroepsorganisatie voor vormgevers, waaronder grafisch ontwerpers, typografen, en vanaf 2005, kunstenaars uit andere kunstdisciplines. De beroepsvereniging heeft meer dan 25.000 leden verspreid over de Verenigde Staten. Het AIGA is de oudste en grootste beroepsvereniging voor ontwerpers.

## Geschiedenis
Het idee voor de oprichting van het AIGA kwam in 1911 van Frederic Goudy, Alfred Stieglitz en WA Dwiggins die een organisatie wilden oprichten voor mensen die gepassioneerd waren door "de doelbewuste opstelling van tekst en afbeeldingen om effectiever, met waardigheid, elegantie en impact te communiceren; en bereikt met hoge verwachtingen voor het ambacht van productie."
Tijdens de achtste editie van de jaarlijkse tentoonstelling "The Books of the Year" van de National Arts Club werd de oprichting van het AIGA aangekondigd. De organisatie werd uiteindelijk in 1914 officieel opgericht. De eerste voorzitter van de organisatie was William B. Howland, uitgever en redacteur van New Yorkse krant The Independent.

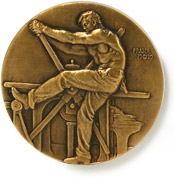
Medaille American Institute of Graphic Arts

In 1920 startte AIGA met het uitreiken van medailles aan personen die "gedurende hun werkzame leven excellent werk hebben geleverd of individuele bijdragen hebben geleverd aan innovatie binnen de ontwerppraktijk."
In 1982 begon de decentralisatie van de organisatie. In New York en in andere delen van de Verenigde Staten werden lokale afdelingen van de AIGA opgericht.

## Jaarlijkse wedstrijden

### Cased
Cased (voluit: Cased: Case Studies for the AIGA Design Archive), voorheen bekend als 'Justified', is een jaarlijkse competitie waarin het "collectieve succes en de impact van het ontwerpvak" door midden van casestudies wordt gedemonstreerd.
De Cased competitie verving in 2012 de jaarlijkse ontwerpcompetitie 365.

### 50 boeken/50 omslagen
AIGA organiseerde tot 2012 de jaarlijkse ontwerpwedstrijd "50 Books/50 Covers" waarbij juryleden de best ontworpen boeken die dat voorgaande jaar waren gepubliceerd beoordelen. De ontwerpwedstrijd bestaat sinds 1923. Vanaf 2012 wordt de wedstrijd georganiseerd door de Design Observer.